# 毛木站
毛木站（日语：／ Kegi eki */?）是位於廣島縣廣島市安佐北區安佐町飯室，西日本旅客鐵道（JR西日本）可部線的鐵路車站（廢站）。

## 歷史
- 1956年（昭和31年）
  - 11月19日：國鐵可部線東毛木臨時乘降場啟用[1]。
  - 12月20日：升級為毛木站[1]。該站為一座客運車站（無人車站）[1]。但是只有柴油列車停靠此站[2]。
    - 當時車站在廣島縣安佐郡可部町今井田。
- 1972年（昭和47年）9月1日：國鐵（→JR）把特定都區市內制度引入至廣島市，但是此站不是在「廣島市內」車站[3][注 1]。
- 1973年（昭和48年）5月1日：在國鐵（→JR）特定都區市內制度下，此站納入為「廣島市內」車站[4]。
- 1987年（昭和62年）4月1日：伴隨國鐵分割民營化，車站由西日本旅客鐵道（JR西日本）營運[1]。
- 2003年（平成15年）12月1日：車站廢除。

## 車站構造
此站是地面車站，設有1面1線的單式月台。此站為無人車站，沒有站舍。路軌西邊設有月台，在月台上設有候車室。

## 使用狀況
以下數據取自廣島市統計書和廣島市勢要覧：
| 年度               | 1日平均 乘車人次 | 年度 總數 | 定期票 總數 | 普通票 總數 |
| ------------------ | ---------------- | --------- | ----------- | ----------- |
| 1968年（昭和43年） | 139.0            | 101,477   | 88,872      | 12,605      |
| 1969年（昭和44年） | 137.4            | 100,300   | 89,924      | 10,376      |
| 1970年（昭和45年） | 123.6            | 90,208    | 78,794      | 11,414      |
| 1971年（昭和46年） | 133.4            | 97,625    | 83,942      | 13,683      |
| 1972年（昭和47年） | 125.6            | 91,669    | 79,730      | 11,939      |
| 1973年（昭和48年） | 120.9            | 88,226    | 70,746      | 17,480      |
| 1974年（昭和49年） | 114.9            | 83,867    | 68,432      | 15,435      |
| 1975年（昭和50年） | 113.3            | 82,932    | 65,436      | 17,496      |
| 1976年（昭和51年） | 112.9            | 82,442    | 62,602      | 19,840      |
| 1977年（昭和52年） | 101.8            | 74,298    | 56,346      | 17,952      |
| 1978年（昭和53年） | 90.9             | 66,386    | 52,806      | 13,580      |

以上1日平均乘車人次是假設乘車人次與下車人次相同。再把年度總數除以365（如果是閏年（1971・1975年）便是366）後，取自小數點第二位（四捨五入）。
| 年度                | 1日平均 乘車人次 |
| ------------------- | ---------------- |
| 1979年（昭和54年）  | 92               |
| 1980年（昭和55年）  | 81               |
| 1981年（昭和56年）  | 92               |
| 1982年（昭和57年）  | 93               |
| 1983年（昭和58年）  | 97               |
| 1984年（昭和59年）  | 100              |
| 1985年（昭和60年）  | 89               |
| 1986年（昭和61年）  | 80               |
| 1987年（昭和62年）  | 82               |
| 1988年（昭和63年）  | 82               |
| 1989年（平成 元年） | 71               |
| 1990年（平成02年）  | 60               |
| 1991年（平成03年）  | 61               |
| 1992年（平成04年）  | 73               |
| 1993年（平成05年）  | 70               |
| 1994年（平成06年）  | 64               |
| 1995年（平成07年）  | 49               |
| 1996年（平成08年）  | 45               |
| 1997年（平成09年）  | 43               |
| 1998年（平成10年）  | 45               |
| 1999年（平成11年）  | 41               |
| 2000年（平成12年）  | 33               |
| 2001年（平成13年）  | 29               |
| 2002年（平成14年）  | 24               |
| 2003年（平成15年）  | 19               |

客量圖表

## 車站周邊
車站西邊設有廣島縣道267號宇津可部線。在該縣道西邊設有太田川。在此站北邊設有壬辰橋越過對面岸，連接廣島市安佐北區安佐町毛木。在車站上方設有廣島自動車道（中國橫斷自動車道廣島濱田線）。
- 廣島交通（日语：広島交通）「毛木会館前」巴士站

## 現狀
候車室和路軌已經撤走。

## 相鄰車站
西日本旅客鐵道（JR西日本）
可部線
安藝龜山（舊站）－毛木－安藝飯室

## 注腳

## 相關項目
- 日本鐵路車站列表 Ke